# Colegio La Merced de Cuzco
El Colegio La Merced de Cusco es un centro educativo del Perú, fundado en 1894 en el Cusco, como parte de la misión evangelizadora de la Orden de la Merced, dedicada a fomentar una sólida formación que ayude a cada uno a desplegarse plenamente como persona y profesional, en los distintos aspectos de la vida: el estudio, los deportes, el arte, la vida social y la vida espiritual, colegio de varones. 
Lema: "Libres para liberar"
Su actual director es el R.P. Elthon Pacheco Valencia.

## La merced
- Pedro Nolasco
- Educación en el Perú
- Templo de la Merced del Cuzco